# Agapanthia amicula
Agapanthia amicula är en skalbaggsart som beskrevs av Holzschuh 1989. Agapanthia amicula ingår i släktet Agapanthia och familjen långhorningar. Inga underarter finns listade i Catalogue of Life.